# William Anderson Hatfield
William Anderson Hatfield ismertebb nevén "Démon Anse"  (Logan, Nyugat-Virginia, 1839. szeptember 9. – Stirrat, Nyugat-Virginia, 1921. január 6.) a Hatfield klán pátriárkája volt, a hírhedt Hatfield–McCoy-viszály alatt; amely azóta az amerikai folklór részévé vált. Démon Anse túlélte a több mint két évtizedig tartó, és legalább egy tucat ember életét követelő viszályt; és beleegyezett, hogy véget vessen annak 1891-ben.

## Élete
William Anderson Hatfield a Virginiai Logan megyében (ma Nyugat-Virginia) született és a Tug-völgyében nőtt fel, az angol származású Efraim Hatfield, és az ulsteri skót származású Nancy Vance fiaként. A családja az első letelepülők közé tartozott a régióban; a folyó pedig Kentucky és Nyugat-Virginia határaként szolgált.
Anderson Hatfield azzal tűnt ki 17 testvére közül, hogy kitűnő lövész és lovas vált belőle. Habár becenevének eredetét illetően számos legenda létezik - egyesek szerint anyja, mások szerint Randall McCoy adta neki; de léteznek olyan vélemények mely szerint a polgárháborúban tanúsított bátorsága miatt, vagy a jó természetű unokatestvérével, Anderson "Prédikátor Anse" Hatfielddel való összehasonlítás okán kapta - állítólag onnan ered nevét, hogy olyan erős és heves volt, hogy magát az ördögöt (démont) is legyőzhette volna.
Anderson egy fakitermelő vállalkozást működtetett, amely sikeresnek bizonyult, így tehetős vagyonra tett szert a maga, és a kiterjedt család számára. Démon Anse 1861-ben feleségül vette Levicy Chafin-t, egy környékbeli farmer lányát.
Déli szimpatizánsként Anderson a konföderációt támogatta az amerikai polgárháborúban, és ezért nagybátyjával Jim Vance-el megalapította helyi militáns csoportját (Confederate Home Guard), amely a Logan Wildcats (Logan-i Vadmacskák) nevet kapta. A Vadmacskák elsősorban a gerilla-hadviselést képviselték a háborúban; és felügyelték a Tug folyó partját.

### Viszály a McCoyokkal

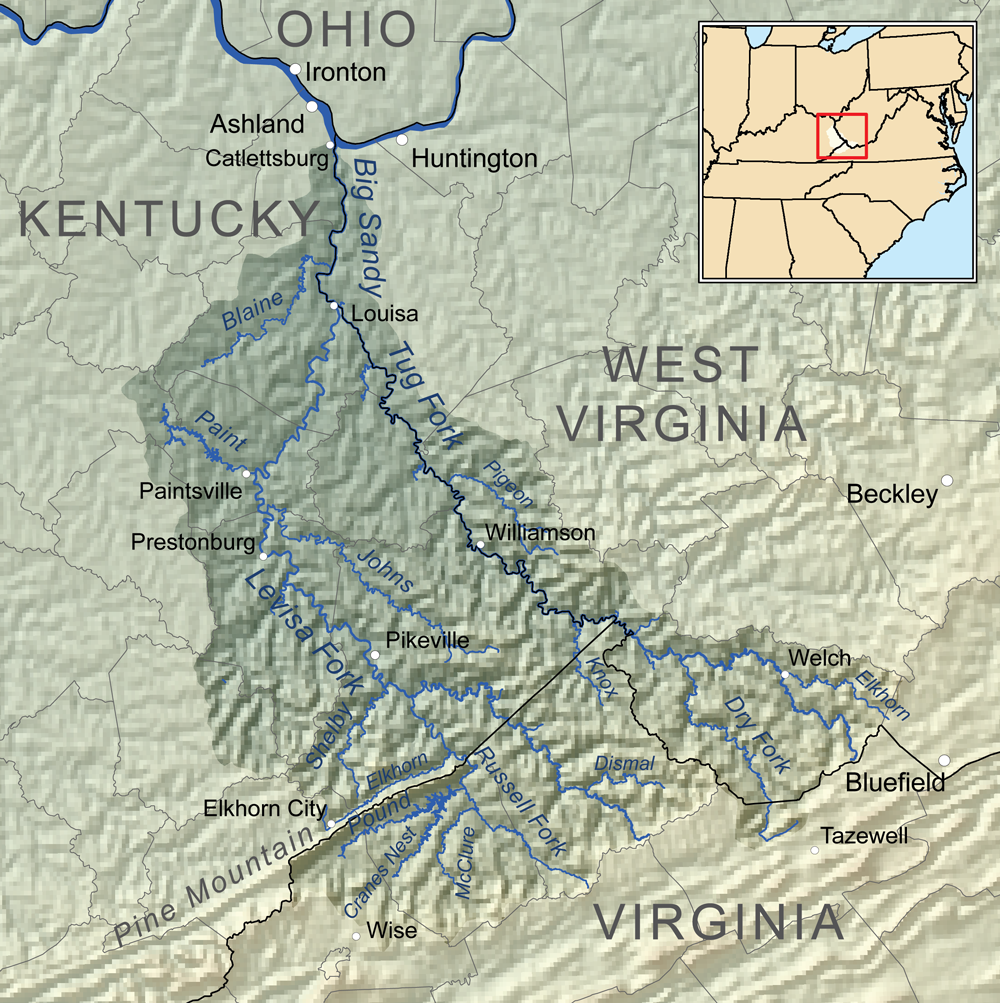
A Hatfield–McCoy-viszály színhelye a Big Sandy River vízgyűjtő területén található Tug Fork mellékfolyó (jobbra) és környéke.

Démon Anse-t 1865-ben meggyanúsították a hazatérő exunionista katona, Asa Harmon McCoy meggyilkolásával, akit a Vadmacskák öltek meg 1865 januárjában. Bebizonyosodott azonban, hogy a gyilkosság idején betegen, otthonában tartózkodott; melyet feltehetőleg Jim Vance kezdeményezésére követtek el.
A Hatfield–McCoy-viszály alatt Démon Anse volt a Hatfield klán feje. Habár sosem vonták felelősségre, köze volt több erőszakos eseményhez is melyet a viszály évei alatt követtek el.

### Házassága és gyermekei
William Anderson "Démon Anse" Hatfield 1861. április 18.-án vette feleségül Levisa "Levicy" Chafin (1842. december 20.–1929. március 15.)Nathaniel Chafin és Matilda Varney lányát. Tizenhárom gyermekük született:
- Johnson "Johnse" Hatfield (1862 – 1939)
- William Anderson "Cap" Hatfield (1864 – 1930)
- Robert E. Lee Hatfield (1866 – 1931)
- Nancy Hatfield (1869-?)
- Elliott Rutherford Hatfield (1872 – 1932)
- Mary Hatfield Hensley Simpkins Howes (1874 – 1963)
- Elizabeth "Betty" Hatfield Caldwell (1876 – 1962)
- Elias M. Hatfield (1878 – 1911)
- Detroit W. "Troy" Hatfield (1881 – 1911)
- Joseph Davis Hatfield (1883 – 1963)
- Rose Lee "Rosie" Hatfield Browning (1885 – 1965)
- Emmanuel Wilson "Willis" Hatfield (1888 – 1978)
- Tennyson Samuel "Tennis" Hatfield (1890 – 1953)

### Utolsó évei

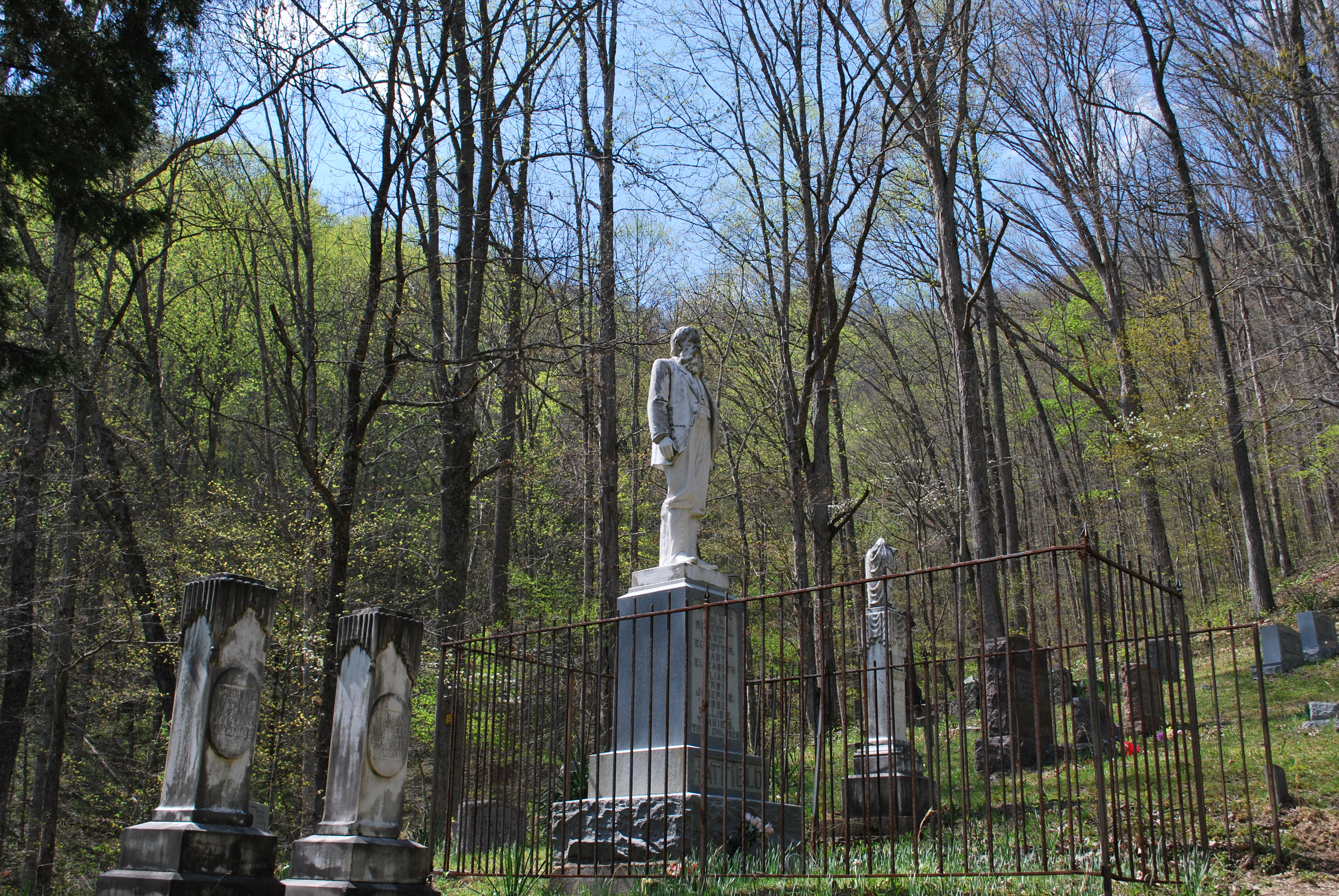
A Hatfield Family Cemetery, ahol Démon Anse nyugszik.

Anderson Hatfield utolsó éveit visszahúzódva töltötte. 1911. szeptember 23.-án, 73 éves korában megkeresztelkedett és keresztény hitre tért a nyugat-virginiai Island Creek-ben. Majd belépett a nyugat-virginiai Krisztus Egyháza (Church of Christ) gyülekezetbe. Végül 81 éves korában, 1921. január 6-án otthonában halt meg a Logan megyei Stirratban tüdőgyulladásban. Anderson Hatfieldet a Hatfield Family Cemeteryben temették el. A sírja tetején önmaga életnagyságú olasz márványszobra áll. Levicy nyolc évvel élte túl férjét.

## Fordítás
- Ez a szócikk részben vagy egészben  a   Devil Anse Hatfield című angol Wikipédia-szócikk ezen változatának fordításán alapul.  Az eredeti cikk szerkesztőit annak laptörténete sorolja fel. Ez a jelzés csupán a megfogalmazás eredetét és a szerzői jogokat jelzi, nem szolgál a cikkben szereplő információk forrásmegjelöléseként.